# Stretch (rappeur)
 (novembre 2021).
Si vous disposez d'ouvrages ou d'articles de référence ou si vous connaissez des sites web de qualité traitant du thème abordé ici, merci de compléter l'article en donnant les références utiles à sa vérifiabilité et en les liant à la section « Notes et références ».
Pour les articles homonymes, voir Stretch.
Stretch, de son vrai nom Randy Walker, né le 8 avril 1968 dans l'arrondissement du Queens (New York) et mort assassiné le 30 novembre 1995 dans la même ville, est un rappeur et producteur de disques américain qui était un ami et proche collaborateur de Tupac Shakur.

## Biographie
Né dans le quartier de Springfield Gardens dans le Queens (New York) d'un père Américain et d'une mère Jamaïcaine récemment immigrée, Randy Walker commence à rapper avec son frère Christopher à la fin des années 1980, où ils fondent, avec DJ K-Low, le groupe de hip-hop Live Squad (en).
Après plusieurs collaborations entre 1988 à 1990, Stretch rencontre Shock G du groupe Digital Underground, au cours duquel il fait une apparition dans le tube « Family of the Underground » de leur album de 1991 Sons of the P ainsi qu'un remix produit par Live Squad pour leur single « No Nose Job ». Durant l'été 1991, Stretch rencontre Tupac Shakur, également membre du groupe, avec qui il se lie rapidement d'amitié, devenant presque inséparables.
Leur collaboration musicale commence à la fin de 1991 avec les morceaux « Crooked Ass Nigga » et « Tha' Lunatic » de l'album 2Pacalypse Now. 
Stretch est un ami proche d'Ed Lover (en), animateur de Yo! MTV Raps ayant aidé Live Squad à signer avec Tommy Boy Records en recommandant leur bande-son et leur « producteur exécutif » pour leurs premières versions. Le groupe sortira plusieurs singles entre 1992 et 1993 jusqu'à la fin de leur collaboration à la suite d'un différend avec Ice-T du groupe Body Count. La même année, il collabore de nouveau avec son ami Tupac dans le morceau « 5 Deadly Venoms » et Live Squad produit « Strugglin' » de l'album Strictly 4 My N.I.G.G.A.Z.. Par la suite, il fera de nombreux feat et apparitions dans les clips de ses amis, notamment Money-B (en), Tupac, Ed Lover ou Dr. Dre.
En 1993, le groupe Thug Life est fondé par Tupac, aux côtés de Big Syke, Macadoshis, Mopreme, Rated R et Stretch. Le 26 septembre 1994, le groupe publie son seul et unique album intitulé Thug Life: Volume 1 au label Interscope Records. Dans la nuit du 30 novembre 1994, Tupac, Freddie Moore et Stretch entrent dans le hall des Quad Recording Studios à Manhattan. Deux hommes armés en treillis commencent à les suivre et, avant qu'ils n'arrivent aux ascenseurs, sortent leurs armes à feu et volent les bijoux de Tupac. Dans la lutte, Shakur reçoit cinq balles, dont deux à la tête, tandis que son manager est touché une fois. Les agresseurs partent alors avec 40 000 $ de bijoux. Plus tard, Tupac accuse Sean Combs, Andre Harrell et The Notorious B.I.G., sur lesquels il tombe nez-à-nez juste après l'agression.
 Shakur le soupçonne également d'être impliqué dans la tentative de meurtre. Le 15 juin 2011, Dexter Isaac, un meurtrier déjà incarcéré, publie un communiqué où il explique comment Stretch est mêlé dans cette fusillade.
Bien que toujours amis lorsque Tupac est envoyé en prison le 14 février 1995 pour des accusations d’agression sexuelle, leur amitié se dégrade rapidement lorsqu'il apprend que Stretch collabore encore avec The Notorious B.I.G.. Au moment où Me Against The World sort un mois plus tard, Stretch avait été retiré du single « So Many Tears ». 

Lors d'une interview pour le magazine Vibe en 1995, Stretch déclara à propos de Tupac : 

« Moi et 2Pac, nous sommes potes depuis le 1er jour. Bien avant qu'il ait fait Juice, bien avant son premier album. C'est mon pote. Alors l'interview en prison qu'il a fait pour Vibe [avril 1995, Pac parle de l'agression] m'a laissé sans voix. Pac a dit plein de trucs dans cette interview comme "Je pensais que Stretch allait se battre. Il les dépassait tous". Ok, il sait que je ne me défile pas comme une mauviette. Mais je ne suis pas fou. Je n'avait pas de gun, qu'est-ce que j'étais supposé faire ? Je peux bien être plus grand que ces gars, mais je ne suis pas plus fort que les balles. Pac s'est fait tirer dessus car il essayait de prendre son arme. Il a tenté le coup et il a commis sa propre erreur. Mais je vais le laisser raconter à tout le monde ce qu'il veut. Je vais pas me prendre la tête comme lui. 2Pac a dit de nous qu'on s'est couché comme des sacs de patates. Comment diable sait-il qu'on s'est couché tels des sacs de patates s'il s'était retourné pour prendre son gun ? Il a essayé de se retourner et de dégainer rapidement, mais les keums l'ont attrapé, saisi sa main qui tenait le flingue c'est tout. Mais je le connais. Il aime beaucoup parler. Particulièrement lorsqu'il est sur les nerfs. »

— Randy "Stretch" Walker, VIBE Magazine, 1995
Un an après, jour pour jour après leur agression à Manhattan, Stretch est assassiné à l'angle des rues 112th Avenue et 209th St. dans le Queens, après avoir déposé son frère Majesty chez lui. Trois hommes à bord d'un véhicule noir l'ont pris en chasse, Stretch terminant sa course en percutant de plein fouet un arbre. Les trois hommes descendent de la voiture et lui tirent dessus à 4 reprises, dont 2 balles à bout portant dans le dos. Il est 00 h 30, le 30 novembre 1995.
 Ses meurtriers n'ont jamais été retrouvés.
La parallèle entre les deux dates en pousse beaucoup à croire que les deux affaires sont liées, d'autant plus que Tupac n’émettra jamais de commentaires au sujet de sa mort. Il est d’ailleurs largement admis que lorsqu’il rappe sur le morceau « Ambitionz Az a Ridah » sorti en 1996 : Had bitch-ass niggas on my team/So, indeed, they wet me up, il fait référence à son ancien ami.
Cet événement qui peut paraître à un certain niveau anodin même s'il est aussi dramatique créera  une brouille durable entre Notorious Big et Tupac Shakur et aboutira indirectement à la mort du premier avant le second le 13 septembre 1996.
D'autre théories courent dont celle de la mafia voire du gouvernement américain qui serait impliquées dans ces deux morts suspectes.
Voir encore : Rivalité East Coast/West Coast (1991-1996) pour en savoir aussi plus sur ce sujet.

## Discographie
| Année | Titre                                       | Artiste(s)                                                                     | Album                                              |                                                      |
| ----- | ------------------------------------------- | ------------------------------------------------------------------------------ | -------------------------------------------------- | ---------------------------------------------------- |
| 1988  | Troopin' It                                 | Live Squad (en)                                                                | BQ In Full Effect                                  | Rappeur et coproducteur (avec Live Squad)            |
| 1988  | We Ain't Have It                            | Live Squad (en)                                                                | BQ In Full Effect                                  | Rappeur et coproducteur (avec Live Squad)            |
| 1991  | Family of the Underground                   | Digital Underground                                                            | Sons of the P                                      | Rappeur                                              |
| 1991  | No Nose Job (Fat Bass International Mix)    | Digital Underground                                                            | No Nose Job (Single)                               | Coproducteur (avec Live Squad)                       |
| 1991  | Crooked Ass Nigga                           | 2Pac                                                                           | 2Pacalypse Now                                     | Rappeur et producteur                                |
| 1991  | Tha' Lunatic                                | 2Pac                                                                           | 2Pacalypse Now                                     | Rappeur et coproducteur (avec Live Squad)            |
| 1992  | Murderahh                                   | Live Squad                                                                     | Murderahh / Heartless (Single)                     | Rappeur et coproducteur (avec Live Squad)            |
| 1992  | Heartless                                   | Live Squad                                                                     | Murderahh / Heartless (Single)                     | Rappeur et coproducteur (avec Live Squad)            |
| 1992  | Pass The 40                                 | Raw Fusion (en), 2Pac, D The Poet 151, Bulldog, Saafir (en), Pee-Wee, Mac Mone | Hollywood Records Sampler                          | Rappeur                                              |
| 1992  | Roses (Live Squad Remix)                    | Rhythm-N-Bass                                                                  | Roses (Single)                                     | Coproducteur (avec Live Squad)                       |
| 1993  | Holler If Ya Hear Me                        | 2Pac                                                                           | Strictly 4 My N.I.G.G.A.Z.                         | Producteur                                           |
| 1993  | Strugglin                                   | 2Pac, Live Squad                                                               | Strictly 4 My N.I.G.G.A.Z.                         | Rappeur et coproducteur (avec Live Squad)            |
| 1993  | The Streets R Death Row                     | 2Pac                                                                           | Strictly 4 My N.I.G.G.A.Z.                         | Producteur                                           |
| 1993  | 5 Deadly Venomz                             | 2Pac, Live Squad, Treach & Apache                                              | Strictly 4 My N.I.G.G.A.Z.                         | Rappeur et producteur                                |
| 1993  | Holler If Ya Hear Me (Black Caesar Mix)     | 2Pac                                                                           | Holler If Ya Hear Me (Single)                      | Producteur                                           |
| 1993  | Holler If Ya Hear Me (Broadway Mix)         | 2Pac                                                                           | Holler If Ya Hear Me (Single)                      | Producteur                                           |
| 1993  | Holler If Ya Hear Me (New York Stretch Mix) | 2Pac                                                                           | Holler If Ya Hear Me (Single)                      | Producteur                                           |
| 1993  | Flex                                        | 2Pac, Live Squad                                                               | Holler If Ya Hear Me (Single)                      | Rappeur et producteur                                |
| 1993  | Hellrazor                                   | 2Pac, Stretch                                                                  | Hellrazor (Promo Cassette)                         | Rappeur et producteur                                |
| 1993  | Game Of Survival                            | Live Squad                                                                     | Game Of Survival / Pump For A Livin (Promo Single) | Rappeur et coproducteur (avec Live Squad)            |
| 1993  | Pump For A Livin                            | Live Squad                                                                     | Game Of Survival / Pump For A Livin (Promo Single) | Rappeur et coproducteur (avec Live Squad)            |
| 1993  | Hurts The Most                              | 2Pac, Mopreme & Stretch                                                        | (Unreleased)                                       | Rappeur et producteur                                |
| 1994  | Papa'z Song (Da Bastard's Remix)            | 2Pac, Stretch                                                                  | Papa'z Song (Single)                               | Rappeur et producteur                                |
| 1994  | Pain                                        | 2Pac, Stretch                                                                  | Above The Rim – The Soundtrack (Cassette only)     | Rappeur et producteur                                |
| 1994  | Bury Me A G                                 | Thug Life                                                                      | Thug Life: Volume 1                                | Coproducteur (avec 2Pac comme Thug Music)            |
| 1994  | Shit Don't Stop                             | Thug Life                                                                      | Thug Life: Volume 1                                | Coproducteur (avec 2Pac comme Thug Music)            |
| 1994  | Stay True                                   | Thug Life                                                                      | Thug Life: Volume 1                                | Coproducteur (avec 2Pac comme Thug Music)            |
| 1994  | Under Pressure                              | Thug Life                                                                      | Thug Life: Volume 1                                | Rappeur et coproducteur (avec 2Pac comme Thug Music) |
| 1994  | Street Fame                                 | Thug Life                                                                      | Thug Life: Volume 1                                | Producteur                                           |
| 1995  | Runnin' from tha Police (en)                | The Notorious B.I.G., 2Pac, Dramacydal, Buju Banton                            | One Million Strong (en)                            | Rappeur                                              |
| 1995  | So Many Tears                               | 2Pac                                                                           | Me Against the World                               | Chœurs (verset supprimé)                             |
| 1996  | Take It In Blood                            | Nas                                                                            | It Was Written                                     | Coproducteur (avec Live Squad)                       |
| 1996  | Silent Murder                               | Nas                                                                            | It Was Written                                     | Coproducteur (avec Live Squad)                       |
| 1997  | Hellrazor                                   | 2Pac, Stretch, Val Young                                                       | R U Still Down? (Remember Me)                      | Rappeur (producteur original)                        |
| 1997  | Nothin' To Lose                             | 2Pac                                                                           | R U Still Down? (Remember Me)                      | Coproducteur (with 2Pac & Live Squad)                |
| 1997  | Hold On, Be Strong                          | 2Pac, Stretch                                                                  | R U Still Down? (Remember Me)                      | Rappeur                                              |
| 1997  | Only Fear Of Death                          | 2Pac                                                                           | R U Still Down? (Remember Me)                      | Coproducteur (avec Live Squad)                       |
| 1998  | God Bless the Dead                          | 2Pac, Stretch                                                                  | Greatest Hits                                      | Rappeur                                              |
| 1999  | House Of Pain (Bad Boy Remix)               | The Notorious B.I.G., Stretch, 2Pac, Joe Hooker                                | Born Again Promo                                   | Rappeur                                              |
| 1999  | What You Need                               | E-MoneyBags, Live Squad                                                        | In E-MoneyBags We Trust                            | Apparence vocale                                     |
| 2001  | Big Time                                    | E-MoneyBags, Live Squad, 2Pac                                                  | Regulate / Big Time (Single)                       | Rappeur                                              |
| 2001  | Game Of Survival: The Movie                 | Live Squad                                                                     | Game Of Survival: The Movie                        | Rappeur et coproducteur                              |
| 2005  | Moving Up                                   | Live Squad                                                                     | Thugadons: Grand Goons Vol. 1                      | Rappeur                                              |
| 2005  | Nobody Move                                 | Live Squad                                                                     | Thugadons: Grand Goons Vol. 2                      | Rappeur                                              |
| 2005  | Life So Hard On A G                         | 2Pac                                                                           | The Way He Wanted It Vol. 1                        | Producteur                                           |
| 2007  | Shedding More Tearz                         | 2Pac                                                                           | The Way He Wanted It Vol. 3                        | Rappeur                                              |
| 2007  | The House of Pain                           | 2Pac, The Notorious B.I.G.                                                     | The Way He Wanted It Vol. 3                        | Rappeur                                              |

## Filmographie
- 1993 : Who's the Man? de Ted Demme : Benny

## Pour en savoir plus
Liens contenant cinq documentaires sur le sujet : https://www.33carats.com/musique/5-documentaires-hip-hop-sortis-en-2015/ et https://www.gqmagazine.fr/pop-culture/article/les-5-meilleurs-documentaires-sur-le-rap-a-voir-sur-netflix.